# André Guelfi
André Guelfi, dit Dédé la Sardine, est un homme d'affaires français né le 6 mai 1919 à Mazagan (Maroc) et mort le 24 juin 2016  à Tas-Sliema (Malte).

## Jeunesse
Fils d'un officier corse de la Marine nationale française devenu commandant de port et d'une mère espagnole et chanteuse, il est principalement élevé par sa grand-mère maternelle.
À dix ans, il conduit les touristes en automobile jusqu'à la plage. Engagé dans une banque locale en 1936, il récupère les créances et les dettes oubliées et empoche 15 % de commission, devenant mieux payé que son directeur. André Guelfi investit sa fortune dans le développement de la pêche à la sardine et met au point les premiers bateaux-usines qui congèlent vivantes les sardines pêchées sur les côtes de Mauritanie, d'où son surnom.
En 1939, engagé dans un régiment de tirailleurs marocains en Italie comme chauffeur, il développe une passion pour les courses automobiles. En 1943, il intègre le Bureau central de renseignements et d'action d'Alger, le service de renseignement et d'actions clandestines de la France libre créé en juillet 1940 par le général de Gaulle. En 1945, il rejoint le commando Conus en Indochine.

## Pilote automobile
De retour au Maroc, son ami le pilote Jean Lucas le recrute au sein de l'écurie « Los Amigos » pour disputer des courses locales à Casablanca, Safi, Agadir, Marrakech et en Europe (Montlhéry, Le Mans, Tour de France auto). Guelfi remporte le Grand Prix d'Agadir en 1953 dans deux catégories sur Gordini (1500 et 2300) et complète le plateau du Grand Prix automobile du Maroc 1958 sur une Formule 2. Il court aussi pour l'écurie Gordini où il côtoie Jean Behra, Jacques Pollet, Maurice Trintignant, Harry Schell.

## Homme d'affaires
En 1971, André Guelfi se lance dans l'immobilier à Paris en rachetant trois palaces. Ses bénéfices et ses relations personnelles grâce à son mariage avec la nièce de Georges Pompidou lui permettent d'acquérir 128 immeubles de la ville. En 1975, il déménage en Suisse à Lausanne. Resté vingt-cinq ans dans ce pays, il s'installe dans une maison de maître surplombant le lac Léman, entre le Musée de l'Élysée et le Musée olympique. Vendue en 1993 au Comité international olympique, la villa abrite les bureaux du comité directeur du CIO.
L'homme d'affaires rachète Le coq sportif, se rapproche du patron d'Adidas France pour mettre la main sur la régie publicitaire de la FIFA et des jeux olympiques. Il se lie d'amitié avec Juan Antonio Samaranch, président du CIO installé à Lausanne.
À partir de 1992, fort de son réseau d'influence, il devient entremetteur d'affaires, entre autres pour Elf, et met à disposition sa société suisse pour alimenter les systèmes de commissions/rétrocommissions. Il est mis en examen le 28 février 1997 par Eva Joly, et sera condamné à trente-six jours d'incarcération, soupçonné d'avoir perçu 50 millions de francs de commissions sur un contrat en Ouzbékistan. La juge Eva Joly s'interroge sur le fait que la France utilise une société gérant une scierie installée dans la principauté du Liechtenstein, appartenant à André Guelfi pour faire transiter des centaines de millions de francs.
Lors de son séjour en prison, il rencontre Bernard Tapie, compromis dans l'affaire OM-Valenciennes, avec qui il sympathise. Tapie, sans le sou, est pris sous son aile par Guelfi qui le salarie à hauteur de 50 000 francs mensuels. Guelfi décrit Tapie comme incompétent, ne sachant parler aucune langue étrangère. Il ne lui a jamais permis de signer le moindre contrat. Guelfi lui verse une somme totale de 14 millions d'euros, Tapie lui promettant de lui verser les bénéfices escomptés d'un procès intenté au Crédit Lyonnais sur l'affaire de la vente d'Adidas. Tapie ne versera pas un euro à Guelfi.
André Guelfi parcourt le monde à bord de son jet privé, qu'il pilote lui-même et, en 2000, s'établit à Malte. Il déménage à Saint-Barthélemy en raison d'une assignation à résidence en France.
En 2003, il est condamné à trois ans de prison dont 18 mois avec sursis et 1,5 million d'euros d'amende pour recel d'abus de biens sociaux par la cour d'appel de Paris dans l'affaire Elf. En janvier 2009, le tribunal de commerce de Paris rend son jugement dans l'affaire qui opposait sa société Blue Rapid et le Comité olympique russe d'une part à Elf Aquitaine d'autre part : la société d'André Guelfi est condamnée à verser 100 000 euros de frais de procédure à Elf Aquitaine tandis que la demande du Comité olympique russe est jugée irrecevable. Ce jugement devant le tribunal de commerce de Paris est critiqué car le juge président semblait lié à la société Total et les plaignants ont fait appel de cette décision. Sur cette même affaire, les régions russes de Saratov et Volgograd déposent une plainte pénale contre Elf Aquitaine/Total.
Il fait partie du Grand Orient de France.

## Publication
- L'Original : d'un village marocain aux secrets de l'affaire Elf, le parcours d'un aventurier de la vie, Robert Laffont, 1999  (ISBN 2221086473)